# Vijay (Schauspieler)

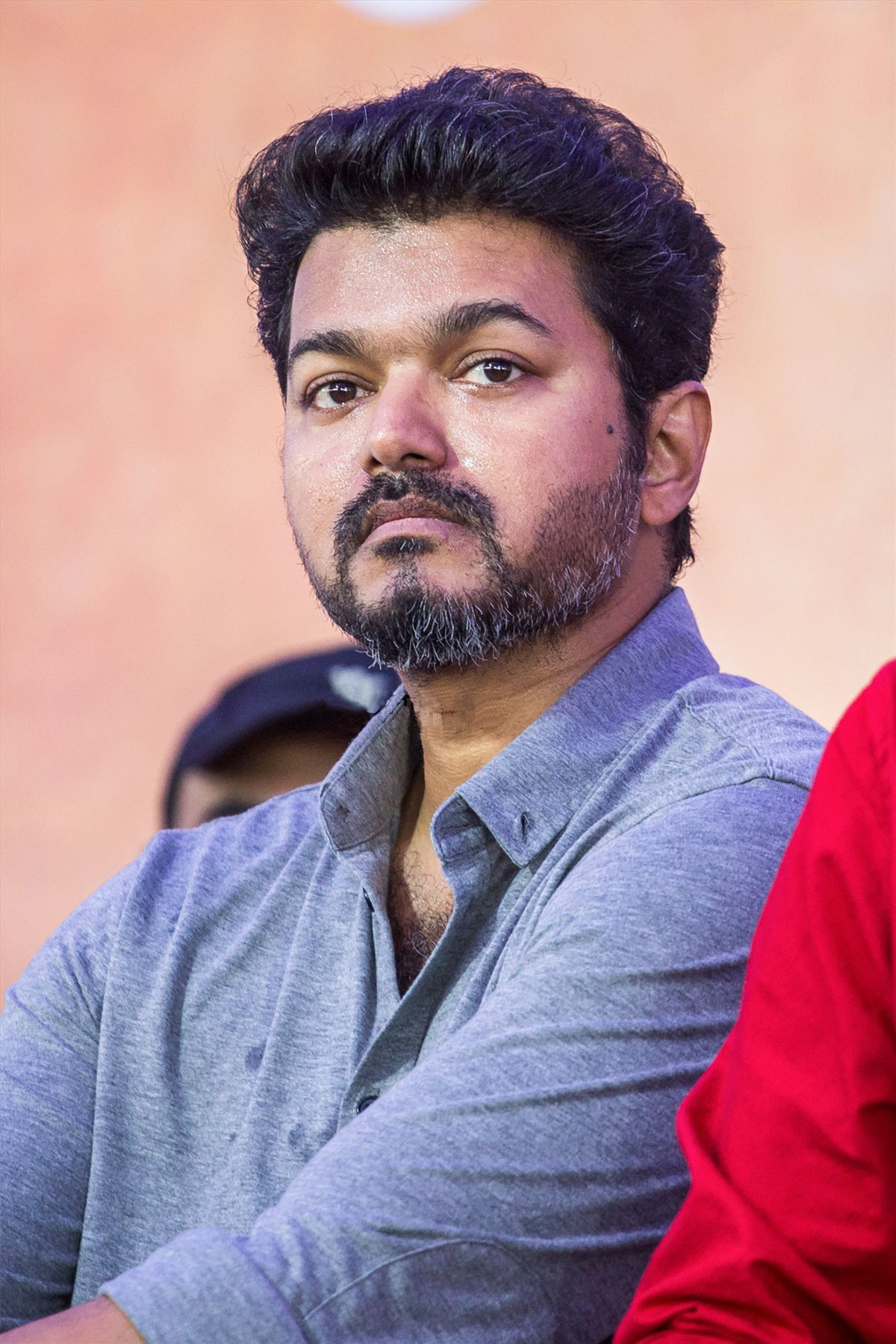
Vijay, 2018

Joseph Vijay (* 22. Juni 1974 in Chennai, Indien) ist ein tamilischer Schauspieler. Er ist auch als Thalapathy (Anführer) bekannt.

## Leben
Er ist der Sohn von S. A. Chandrasekaran, einem Produzenten, Autor und Regisseur. Vijays Mutter ist Shoba, eine bekannte Sängerin und Autorin in Tamil Nadu. Im August 1999 heiratete er Sangeetha Sornalingam, eine sri lankanische Tamilin, mit der er zwei Kinder hat.
Joseph Vijay studierte am Loyola College in Chennai Visual Communication. Sein erster tamilischer Film Naalaya Theerpu kam Ende des Jahres 1992 in die Kinos. Genau ein Jahr später wurde im Dezember 1993 Senthoorapandi veröffentlicht. Im Alter von 20 hatte er mit Rasigan seinen ersten Filmerfolg. Mit Kadhalukku Mariyadhai ca. fünf Jahre nach seinem Debüt gelang ihm der endgültige Durchbruch. Der bekannte Film-Regisseur aus Kerala Fazil führte Regie. Die wohl bekanntesten und erfolgreichsten Filme sind Poove Unakkage (1996), Kadhalukku Mariyadhai (1997), Kushi (2000), Ghilli (2004) und Pokkiri (2007).
Zuletzt spielte er an der Seite von Trisha Krishnan, Suman und Vivek in Dharanis Film Kuruvi die Hauptrolle. Sein nächstes Projekt Villu, bei dem der renommierte Choreograf, Tänzer und Schauspieler Prabhudeva die Regie führte, kam im Januar 2009 in die Kinos. Es war das zweite Mal das Prabhudeva und Vijay für einen Film zusammenarbeiteten, zuletzt waren sie erfolgreich für Pokkiri tätig. Er spielte 2012 in einem Murugadoss Projekt mit und veröffentlichte den Film Thuppak.

## Auszeichnungen
- Tamil Nadus bester Schauspieler (1997) für den Film Kadhalukku Mariyadhai
- Tamil Nadus Kalaimamani Auszeichnung (1998)
- Dinakaran als bester Schauspieler (2004) für den Film Ghilli
- Film Today als bester Schauspieler (2005) für den Film Ghilli
- Madras Corporate Club als bester Schauspieler für den Film Ghilli
- „Vijay Award 2013“ als bester Entertainer des Jahres 2012 für die Filme Nanban und Thuppaki

## Filmografie
- 1992: Naalaya Theerpu
- 1993: Sendhoorapandi
- 1994: Deva
- 1994: Rasigan
- 1995: Chandralekha
- 1995: Rajavin Parvaiyile
- 1995: Vishnu
- 1995: Yuva Raktam
- 1996: Coimbatore Maaple
- 1996: Maanbumigu Maanavan
- 1996: Poove Unakkaga
- 1996: Selva
- 1996: Vasantha Vaasal
- 1997: Kaalamellam Kaathiruppen
- 1997: Kadhalukku Mariyadhai
- 1997: Love Today
- 1997: Nerukku Ner
- 1997: Once More
- 1998: Nilaave Vaa
- 1998: Ninaithen Vandhai
- 1998: Priyamudan
- 1999: Endrendrum Kadhal
- 1999: Minsara Kanna
- 1999: Nenjinile
- 1999: Thulladha Manamum Thullum
- 2000: Kannukkul Nilavu
- 2000: Khushi
- 2000: Priyamanavale
- 2001: Badri
- 2001: Friends
- 2001: Shajahan
- 2002: Bagavathi
- 2002: Thamizhan
- 2002: Youth
- 2003: Pudhiya Geethai
- 2003: Thirumalai
- 2003: Vaseegara
- 2004: Ghilli
- 2004: Madhurey
- 2004: Udhaya
- 2005: Sachein
- 2005: Sivakasi
- 2005: Sukran
- 2005: Thirupaachi
- 2006: Aathi
- 2007: Pokkiri
- 2007: Azhagiya Tamizh Magan
- 2008: Kuruvi
- 2009: Villu
- 2009: Vettaikaran
- 2010: Sura
- 2010: Kavalaan
- 2011: Velayutham
- 2012: Nanban
- 2012: Thuppakki
- 2013: Thalaivaa
- 2014: Jilla
- 2014: Kathi
- 2015: Puli
- 2016: Theri
- 2017: Bairavaa
- 2017: Mersal
- 2018: Sarkar
- 2019: Bigil
- 2021: Master
- 2022: Beast
- 2023: Varisu
- 2023: Leo
- 2024: The Greatest of all time (G.O.A.T)

## Musikalische Aufnahmen
In einigen seiner Filme ist Vijay auch Playbacksänger.
| Jahr | Albumname                  | Film                     |
| ---- | -------------------------- | ------------------------ |
| 1994 | Bombay City                | Rasigan                  |
| 1994 | Kothagiri                  | Deva                     |
| 1994 | Oru Kaditham               | Deva                     |
| 1995 | Doddabetta Rottumela       | Vishnu                   |
| 1996 | Bombay Party               | Coimbatore Maapillae     |
| 1996 | Chicken Curry              | Selva                    |
| 1996 | Thiruthani Ponaa           | Maanbumighu Maanavan     |
| 1997 | Anjaam Number              | Kaalamellam Kaathiruppen |
| 1997 | O Baby Baby                | Kaadhalukku Mariyaadhai  |
| 1998 | Akkuthe Akkuthe            | Nilaave Vaa              |
| 1998 | Chandhira mandalathai      | Nilaave Vaa              |
| 1999 | Thanga Niraththukku        | Nenjiniley               |
| 2000 | Mississippi Nadhi          | Priyamanavaley           |
| 2001 | Ennoda Laila               | Badri                    |
| 2002 | Hot Party                  | Thamizhan                |
| 2002 | Podaango Podaango          | Bhagavathy               |
| 2005 | Vaadi Vaadi Kaipadaatha CD | Sachein                  |
| 2012 | Google Google              | Thuppakki                |
| 2013 | Vaangana Vanakangana       | Thalaivaa                |
| 2014 | Kandanghi                  | Jilla                    |
| 2014 | Selfie Pulla               | Kaththi                  |
| 2015 | Yaendi yaendi              | Puli                     |
| 2016 | Chella Kutti               | Theri                    |
| 2019 | Verithanam                 | Bigil                    |